# Can Mates (Sant Cebrià de Vallalta)
Can Mates és una masia de Sant Cebrià de Vallalta (Maresme) inclosa a l'Inventari del Patrimoni Arquitectònic de Catalunya. La casa és propietat de la família dels marquesos de Montsolís, que tenen un mausoleu a l'església parroquial de Sant Cebrià.

## Història
Té el seu origen en una antiga torre de defensa, anomenada Torre de Mata, que vigilava el camí que conduïa al castell de Montpalau.
Al segle xvii, Joan Baptista de Mata i Soler, senyor de la Torre de Mata i cavaller de l'orde de Montesa, emprengué la carrera militar i arribà a ser capità general d'artilleria d'Aragó. Morí el 1675 a Sant Cebrià i fou enterrat en el mausoleu que havia fet construir el 1663 a l'església parroquial.
El seu fill Josep Antoni de Mata i de Copons es va casar amb la seva cosina Caterina de Copons del Llor i d'Armengol, senyora del Llor, Tossal, Torreblanca, la Força, la Quadra d'Orpinell i el castell de Llenguadera. S'adherí al bàndol austriacista i formà part del consell de guerra de l'Arxiduc Carles, que el 1707 li concedí el títol de comte de la Torre de Mata. Va participar en la defensa de Barcelona durant el setge de 1713-1714, i després de la victòria felipista, la propietat fou expropiada a favor del jurista Francesc de Graell i Padrell, auditor de guerra de Felip V.
La seva filla Maria Antònia de Graell i de Bosc es va casar amb Isidre de Pallejà i de Riera (1731-1787), hereu de Cal Pallejà, i foren pares de Gaietà de Pallejà i de Graell (1757-1829). El 1849, el seu net Guillem de Pallejà i d'Olzina (1819-1902) es va casar amb Maria de la Concepció de Bassa i de Saleta, II marquesa de Monsolís, i l'hereu fou Josep Maria de Pallejà i de Bassa (1864-1926), III marquès de Monsolís.

## Descripció
Es tracta d'una casa situada al costat nord de la riera de Mates; s'accedeix per un camí tot just arribats a Sant Cebrià, per la carretera, des de Sant Pol. Un cop passada la riera, veurem primer Can Goitia i després Can Mates. Es troba dalt d'un turó d'on es veu la vall de la riera. A mitjans d'aquest segle fou molt reformada seguint un estil classicitzant. Segons sembla, l'edifici original semblava un castell i se l'anomenava com a tal. Conserva una petita capella elevada sobre el camí. Per les llindes i motllures de les finestres, l'edifici originari podria ser del segle xviii, donat el seu estil barroc.